# Kachkaï
Cet article concerne la langue kachkaï. Pour le peuple kachkaï, voir Kachkaïs.
Le kachkaï (transcrit aussi kashkai, kashkay, qashqay et qashqai) est la langue des  Kachkaïs, minorité ethnolinguistique vivant au sud-ouest de l'Iran, en particulier dans la province du Fars. Le nombre des locuteurs du kachkaï est estimé environ entre un million et un million et demi. Le kachkaï fait partie du groupe oghouze de la famille des langues turciques dont d'autres membres sont le turc, l'azéri, le turkmène et le gagaouze.